# GE U50
A GE U50 egy B+B-B+B tengelyelrendezésű dízel-elektromos tolatómozdonysorozat volt, melyet a GE Transportation gyártott. Ikermotoros mozdonyok voltak, melyekben két 1900 kW teljesítményű dízelmotort ötvöztek. A sorozatot vonali szolgálatra is egyaránt lehetett használni.

## Kialakítása
Az U50 négy kéttengelyes forgóvázon állt, páronként csoportosítva összekötőkapcsokkal, így B+B-B+B tengelyelrendezést kapott. A forgóvázakat és a kapcsokat a GE által az 1950-es években épített leselejtezett gázturbinás mozdonyokból használták újra. 
Az U50-et a Union Pacific Railroad által, az 1960-as évek elején megadott követelményeknek megfelelően építették egy 11 200 kW teljesítményű 3 egységből álló mozdonyra, amelynek célja a turbinás modellek leváltása volt. Az EMD DD35A és az ALCO Century 855 mozdonyokat is ezen követelmények szerint tervezték. 
A testet két U25B mozdony alkotta egyetlen kereten, a dízelmotorok és a generátorok pedig csak a két forgóvázat hajtották.
Hármat 1963 októberében szállítottak le a Union Pacific-nek, 1964 májusában és júniusában pedig hármat a Southern Pacific Railroad-nak. A Southern Pacific Railroad három mozdonyt tartott meg, de nem rendelt többet.
Míg a Union Pacific egységei az U-Boat becenevet kapták, az Southern Pacific egységei az azonos nevű rajzfilmfiguráról kapták a Baby Huey becenevet.
Az eredeti sorszámok a  #8500-8502 voltak; de később újraszámozták őket #9550-9552-re és #9950-9952-re. A Southern Pacific egységei eltértek a Union Pacific U50-esektől, mivel az első ablakok alatt egy fülke ajtaja és a fényszórók voltak találhatók.
A UP-nak nem volt elég csak három darab mozdony, és további 20-at rendelt. 12 darabot 1964 júliusa és szeptembere között szállították le, míg a maradék nyolcat 1965 májusától augusztusig építették. Ezeket 31-től 53-ig számozták. Az UP #52-et Cummins PT üzemanyag-ellátó rendszerrel gyártották és 5600 lóerős teljesítményű volt. Az #52-es számú mozdony szabványos üzemanyagellátó-rendszerét 1966 októberében telepítették, és 5000 lóerő volt a teljesítménye.
A Union Pacific U50-es mozdonyait 1973-ban és 1974-ben kivonták a szolgálatból, és U30C-kre cserélték le. 
Az utolsó három UP egység 1977 áprilisáig maradt szolgálatban, csakúgy mint a Southern Pacific három mozdonya.
Az U50-et néha pontatlanul U50D-nek nevezik, amely a hattengelyes egységeknek adott U50C névből adódik. A név helytelen, és a gyártó vagy a vasút soha nem használta. Néha U50B néven is említik,  de ez szintúgy helytelen.

## Lásd még
- Union Pacific GTEL
- ALCO Century 855